# Autelbas-Barnich
Autelbas-Barnich is een deelgemeente van de stad Aarlen in Belgische provincie Luxemburg.

## Geschiedenis
In 1848 voegde de gouverneur van de provincie Luxemburg de plaats Autelbas (Luxemburgs: Nidderälter of Buergelter, Waals: Åtébas, Duits: Nieder-Elter) samen met Barnich, een plaats ten zuidwesten van Autelbas.
Bij de gemeentelijke herindeling in het arrondissement Aarlen fuseerde de gemeente op 1 januari 1977 met de stad Aarlen waarvan het een deelgemeente werd.
Clairefontaine is een gehucht van Autelbas.

## Demografische ontwikkeling
- Bron: NIS; Opm:1831 t/m 1970=volkstellingen; 1976=inwoneraantal op 31 december
- 1843: aanhechting van Sterpenich (5,43 km² met 439 inwoners) dat afgescheiden werd van Steinfort; aanhechting van Eischen (2,30 km² met 11 inwoners) dat afgescheiden werd van Hobscheid
- 1851:afstand van Eischen aan Bonnert

Deelgemeenten: Aarlen · Autelbas-Barnich · Bonnert · Guirsch · Heinsch · Toernich

Overige kernen: Autelhaut · Barnich · Clairefontaine · Fouches · Frassem · Freylange · Heckbous · Rosenberg · Sampont · Schoppach · Sesselich · Seymerich · Stehnen · Sterpenich · Stockem · Udange · Viville · Waltzing · Weyler · Wolberg

Belgische gemeenten · Arrondissement Aarlen · Luxemburg · Wallonië